# Kim Yuna
Kim Yuna Embaixador(a) da boa vontade da UNICEF (Hangul: 김연아, AFI: [kimjʌna]; Bucheon, Gyeonggi-do, 5 de setembro de 1990) é uma ex-patinadora artística sul-coreana. Ela foi a primeira  campeã olímpica sul-coreana na modalidade em 2010 e mundial em 2009.

## Vida pessoal
Kim Yuna nasceu em 1990 na cidade de Bucheon, Gyeonggi-do. Porém aos seis anos de idade mudou-se para cidade de Gunpo, Sudogwon. Em março de 2007 ela se mudou para cidade de Toronto, Canadá, para treinar com Brian Orser. Em 2009 ela se inscreveu como caloura na Korea University, porém continuou a treinar no Canadá.
A transliteração correta de seu nome do coreano é 'Kim Yeona'. No entanto, quando ela requereu seu passaporte, ela pretendia escrever o nome dela como 'Yun-a', mas um funcionário da Polícia Federal da Coreia do Sul escreveu seu nome como "Yu-na". Em hangul 'Yu-na' se escreve "유나", e não "연아". A partir da temporada 2010–11, o nome dela foi registrado como "Yuna Kim" no perfil da ISU.

## Carreira

### Início de carreira
Kim começou a patinar aos 7 anos de idade. Seu treinador na época, Ryu Jong-Hyeon, impressionado com o talento de Kim, sugeriu fortemente a mãe de Kim que ela deve continuar a patinar, prevendo que ela se tornaria uma grande patinadora artística no futuro.
Em 2002, ela competiu internacionalmente pela primeira vez no Triglav Trophy, onde ganhou a medalha de ouro no nível noviço. Um ano depois, aos 12 anos, ela ganhou o título sênior do Campeonato Sul-Coreano de Patinação Artística no Gelo, tornando-se o mais jovem patinadora da história a ganhar esse título. Ela ganhou sua segunda competição internacional no Golden Bear of Zagreb, uma competição de nível noviço. Ela continuou o seu reinado como campeã sul-coreana em 2004.

### Carreira júnior

#### Temporada 2004–2005
Na temporada 2004–2005, Kim competiu no Grand Prix Júnior ISU. Ela conquistou a medalha de prata na competição na China e a medalha de ouro na Hungria. Ela ganhou a medalha de prata no evento final do Grand Prix Júnior com uma pontuação total de 137,75 pontos.
Ela manteve o título do Campeonato Nacional pelo terceiro ano consecutivo a caminho do Campeonato Mundial Júnior de 2005. Naquela competição, ela ganhou uma medalha de prata ao fazer 158,93 pontos, e conseguiu seu primeiro salto triplo-triplo combinado na patinação livre.

## Principais resultados
| Resultados                                                                                      | Resultados      | Resultados      | Resultados      | Resultados       | Resultados       | Resultados        | Resultados        | Resultados       | Resultados       | Resultados       | Resultados      | Resultados       | Resultados      |
| Internacional                                                                                   | Internacional   | Internacional   | Internacional   | Internacional    | Internacional    | Internacional     | Internacional     | Internacional    | Internacional    | Internacional    | Internacional   | Internacional    | Internacional   |
| Evento/Temporada                                                                                | 2001– 2002      | 2002– 2003      | 2003– 2004      | 2004– 2005       | 2005– 2006       | 2006– 2007        | 2007– 2008        | 2008– 2009       | 2009– 2010       | 2010– 2011       |                 | 2012– 2013       | 2013– 2014      |
| ----------------------------------------------------------------------------------------------- | --------------- | --------------- | --------------- | ---------------- | ---------------- | ----------------- | ----------------- | ---------------- | ---------------- | ---------------- | --------------- | ---------------- | --------------- |
| Jogos Olímpicos                                                                                 |                 |                 |                 |                  |                  |                   |                   |                  | Medalha de ouro  |                  |                 | Medalha de prata |                 |
| Campeonato Mundial                                                                              |                 |                 |                 |                  |                  | Medalha de bronze | Medalha de bronze | Medalha de ouro  | Medalha de prata | Medalha de prata | Medalha de ouro |                  |                 |
| Campeonato dos Quatro Continentes                                                               |                 |                 |                 |                  |                  |                   |                   | Medalha de ouro  |                  |                  |                 |                  |                 |
| GP Grand Prix Final                                                                             |                 |                 |                 |                  |                  | Medalha de ouro   | Medalha de ouro   | Medalha de prata | Medalha de ouro  |                  |                 |                  |                 |
| GP Cup of China                                                                                 |                 |                 |                 |                  |                  |                   | Medalha de ouro   | Medalha de ouro  |                  |                  |                 |                  |                 |
| GP Rostelecom Cup                                                                               |                 |                 |                 |                  |                  |                   | Medalha de ouro   |                  |                  |                  |                 |                  |                 |
| GP Skate America                                                                                |                 |                 |                 |                  |                  |                   |                   | Medalha de ouro  | Medalha de ouro  |                  |                 |                  |                 |
| GP Skate Canada International                                                                   |                 |                 |                 |                  |                  | Medalha de bronze |                   |                  |                  |                  |                 |                  |                 |
| GP Trophée Éric Bompard                                                                         |                 |                 |                 |                  |                  | Medalha de ouro   |                   |                  | Medalha de ouro  |                  |                 |                  |                 |
| Golden Spin of Zagreb                                                                           |                 |                 |                 |                  |                  |                   |                   |                  |                  |                  |                 | Medalha de ouro  |                 |
| NRW Trophy                                                                                      |                 |                 |                 |                  |                  |                   |                   |                  |                  |                  | Medalha de ouro |                  |                 |
| Internacional – Júnior                                                                          |                 |                 |                 |                  |                  |                   |                   |                  |                  |                  |                 |                  |                 |
| Evento/Temporada                                                                                | 2001– 2002      | 2002– 2003      | 2003– 2004      | 2004– 2005       | 2005– 2006       | 2006– 2007        | 2007– 2008        | 2008– 2009       | 2009– 2010       | 2010– 2011       |                 | 2012– 2013       | 2013– 2014      |
| Campeonato Mundial Júnior                                                                       |                 |                 |                 | Medalha de prata | Medalha de ouro  |                   |                   |                  |                  |                  |                 |                  |                 |
| JGP JGP Final                                                                                   |                 |                 |                 | Medalha de prata | Medalha de ouro  |                   |                   |                  |                  |                  |                 |                  |                 |
| JGP JGP Bulgária                                                                                |                 |                 |                 |                  | Medalha de ouro  |                   |                   |                  |                  |                  |                 |                  |                 |
| JGP JGP China                                                                                   |                 |                 |                 | Medalha de prata |                  |                   |                   |                  |                  |                  |                 |                  |                 |
| JGP JGP Eslováquia                                                                              |                 |                 |                 |                  | Medalha de prata |                   |                   |                  |                  |                  |                 |                  |                 |
| JGP JGP Hungria                                                                                 |                 |                 |                 | Medalha de ouro  |                  |                   |                   |                  |                  |                  |                 |                  |                 |
| Internacional – Noviço                                                                          |                 |                 |                 |                  |                  |                   |                   |                  |                  |                  |                 |                  |                 |
| Golden Bear of Zagreb                                                                           |                 |                 | Medalha de ouro |                  |                  |                   |                   |                  |                  |                  |                 |                  |                 |
| Triglav Trophy                                                                                  | Medalha de ouro |                 |                 |                  |                  |                   |                   |                  |                  |                  |                 |                  |                 |
| Nacional                                                                                        |                 |                 |                 |                  |                  |                   |                   |                  |                  |                  |                 |                  |                 |
| Campeonato Sul-Coreano                                                                          |                 | Medalha de ouro | Medalha de ouro | Medalha de ouro  | Medalha de ouro  |                   |                   |                  |                  |                  |                 | Medalha de ouro  | Medalha de ouro |
| Campeonato Sul-Coreano – Júnior                                                                 | Medalha de ouro |                 |                 |                  |                  |                   |                   |                  |                  |                  |                 |                  |                 |
|                                                                                                 |                 |                 |                 |                  |                  |                   |                   |                  |                  |                  |                 |                  |                 |
| Legenda: GP = Grand Prix; JGP = Grand Prix Júnior; Competição não foi disputada nesta temporada |                 |                 |                 |                  |                  |                   |                   |                  |                  |                  |                 |                  |                 |